# 122. Infanterie-Division (Wehrmacht)
La 122. Infanterie-Division fu una divisione dell'esercito tedesco attiva durante la seconda guerra mondiale.

## Storia
La divisione venne costituita il 7 ottobre 1940 da elementi della 32. Infanterie-Division, della 258. Infanterie-Division e da elementi non motorizzati della 14. Infanterie-Division (mot). Nel 1942 si trovava  presso il villaggio di Zaluc'je e prese parte all'Operazione Winkelried, a novembre dello stesso anno fece parte delle unità incaricate di liberare le truppe del II. Armeekorps intrappolate nella Sacca di Demjansk, le unità attaccarono verso nord, cercando di aprire la sacca, ma dopo aspri combattimenti si ritirarono sulle posizioni di partenza a causa della superiorità delle forze sovietiche. Nel giugno 1944 venne spostata in Finlandia, dove prese parte alla battaglia di Narva. La divisione venne sciolta l'8 maggio 1945 con la capitolazione della Germania nazista.

## Ordine di battaglia
Infanterie-Regiment 409
Infanterie-Regiment 410
Infanterie-Regiment 411
Artillerie-Regiment 122
Pionier-Bataillon 122
Feldersatz-Bataillon 122
Panzerjäger-Abteilung 122
Aufklärungs-Abteilung 122
Divisions-Nachrichten-Abteilung 122
Divisions-Nachschubführer 122

## Decorazi0ni
Molti soldati della 122. Infanterie-division furono premiati per le loro azioni in guerra:
- Croce Tedesca
  - in oro: 22
- Croce di Cavaliere della croce di ferro: 15

- Distintivo per combattimenti ravvicinati:
  - in bronzo: 2

## Comandanti
- Generalleutnant Sigfrid Macholz (5 ottobre 1940 – 8 dicembre 1941)
- Generalleutnant Friedrich Bayer (8 dicembre 1941 – 17 febbraio 1942)
- Generalleutnant Sigfrid Macholz 17 febbraio 1942 – 1 agosto 1942)
- Generalleutnant Kurt Chill (1° agosto 1942 – 10 ottobre 1942)
- Generalleutnant Gustav Hundt (10 ottobre 1942 –? novembre 1942)
- Generalleutnant Sigfrid Macholz (? novembre 1942 – 1° dicembre 1942)
- Generalmajor Adolf Westhoff (1° dicembre 1942 – 8 gennaio 1943)
- Generalmajor Adolf Trowitz (8 gennaio 1943 – 15 maggio 1943)
- Generalleutnant Alfred Thielmann (15 maggio 1943 – 27 giugno 1943)
- Generalleutnant Kurt Chill (27 giugno 1943 – 1° febbraio 1944)
- Generalmajor Johann-Albrecht von Blücher (1° febbraio 1944 – 4 febbraio 1944)
- Generalmajor Hero Breusing (4 febbraio 1944 – 25 agosto 1944)
- General der Infanterie Friedrich Fangohr (25 agosto 1944 – 20 gennaio 1945)
- Generalmajor Bruno Schatz (20 gennaio 1945 – 8 maggio 1945)[2]